# 宇多野ユースホステル
宇多野ユースホステル（うたのユースホステル）は、京都府京都市右京区にある公営（京都市営）のユースホステル。
正式名称は京都市宇多野ユースホステル。改修工事のため2006年8月31日をもって休館し、建替えをへて2008年7月12日より営業再開した。指定管理者制度により一般財団法人京都ユースホステル協会が管理運営を行っている。定員170人。

## 特徴
周辺に龍安寺・金閣寺・東映太秦映画村・嵐山などの観光地がある。
国際ユースホステル連盟より「HI BEST HOSTEL AWARDMost Comfortable Hostel 2009 もっとも居心地のよいユースホステル2009」に選ばれた。2021年現在、国際ユースホステル連盟から「世界で最も居心地のよいユースホステル」に3度選出されている。
2010年5月より毎週土曜日に「旅カフェ」の営業、毎月最終土曜日には「Traveler’s cafe」を開催している。